# Embuscade de Bac Le

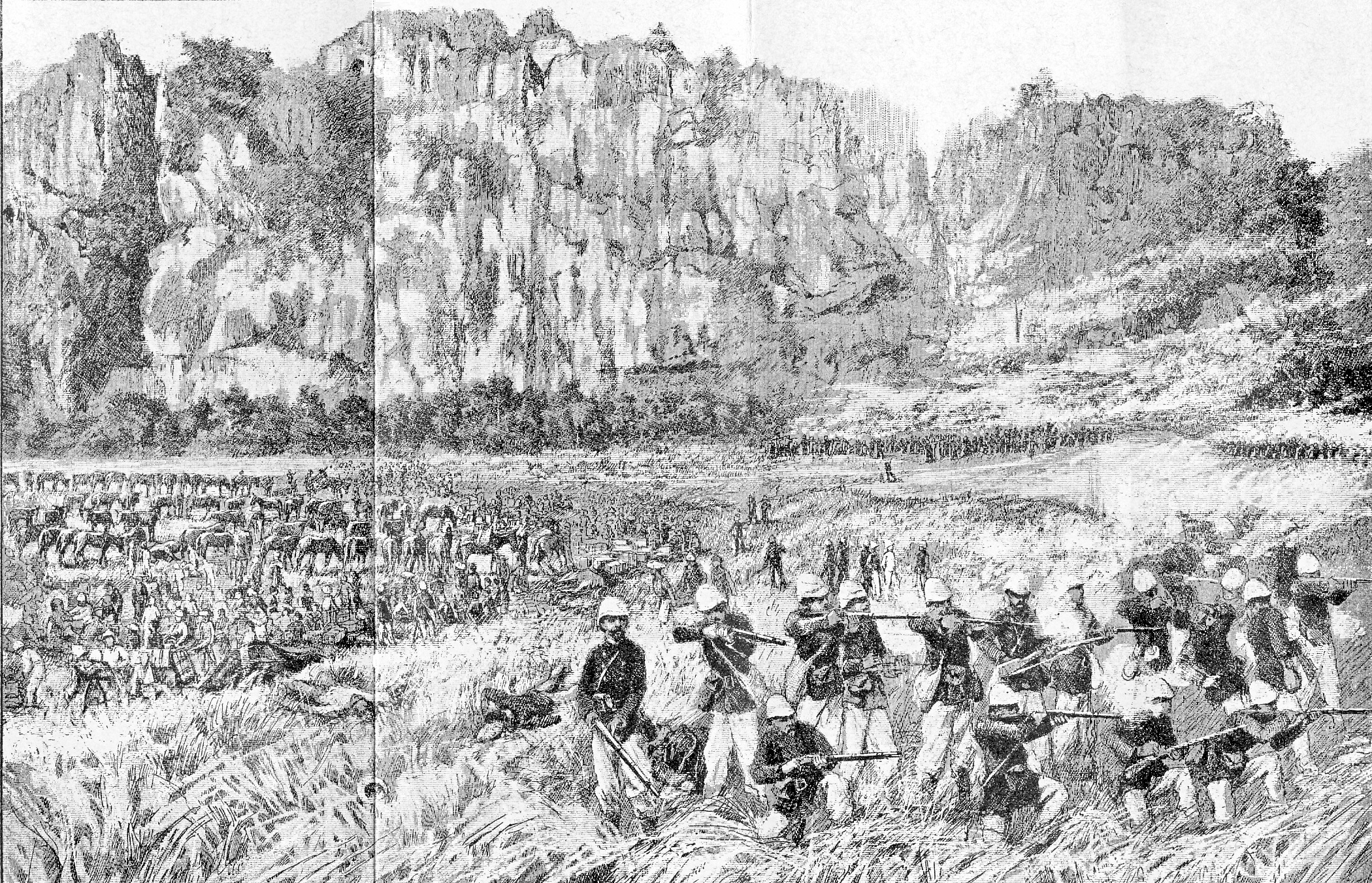
Embuscade de Bac-Le (gravure de 1890).

L’embuscade de Bac Le ou guet-apens de Bac Le (en vietnamien : trận Bắc Lệ ou trận cầu Quan Âm) est un affrontement qui a lieu au cours de l'expédition du Tonkin de juin 1884 entre les troupes chinoises de l'Armée du Guangxi sous commandement de Wan Zhongxuan (萬重暄) et une colonne française du Corps expéditionnaire du Tonkin sous commandement du lieutenant-colonel Alphonse Dugenne, envoyée pour occuper Lạng Sơn et d'autres villes près de la frontière chinoise. 
Les Français font valoir que leurs troupes ont été prises en embuscade par les Chinois. L'incident mène à la guerre franco-chinoise (août 1884 – avril 1885).

## Contexte

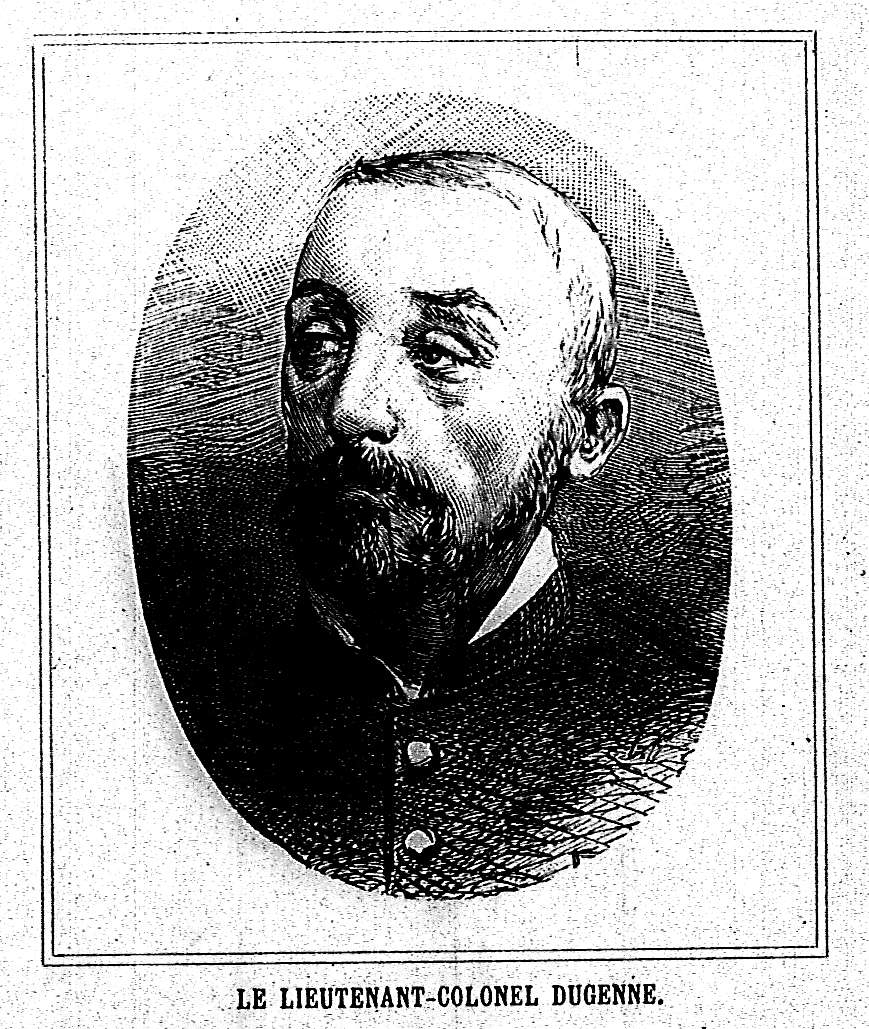
Dugenne

Fin 1883, la France et la Chine se font face dans une guerre non déclarée au Tonkin. En décembre 1883, lors de la campagne de Son Tay, les Français ont battu les Pavillons noirs et se sont emparés de la ville de Tay Son. En mars 1884, lors de la campagne de Bac Ninh, ils ont vaincu l'armée du Guangxi de Chine et se sont emparés de la ville éminemment stratégique de Bắc Ninh, sur la route mandarine.
La défaite de Bac Ninh, venant dans la foulée de la chute de Son Tay, renforça la position de l'aile modérée au sein du gouvernement chinois et discrédita temporairement le parti extrémiste "Purist" dirigé par Zhang Zhidong, qui menait campagne pour une guerre totale contre la France. D'autres succès français au printemps 1884, dont la prise de Hung Hoa et de Thái Nguyên, convainquent l'impératrice douairière Cixi que la Chine devait se réconcilier, et un accord a été conclu entre la France et la Chine en mai. Les négociations ont lieu à Tientsin (aujourd'hui Tianjin). Li Hongzhang, le chef des modérés chinois, représente la Chine et le capitaine François-Ernest Fournier, commandant du croiseur français Volta, la France. L'accord de Tien-Tsin, conclu le 11 mai 1884, prévoit un retrait des troupes chinoises du Tonkin en échange d'un traité global qui réglerait les détails commerciaux entre la France et la Chine et prévoirait la démarcation de sa frontière contestée avec le Tonkin.
Fournier n'était pas diplomate de carrière, et l'accord de Tientsin contenait plusieurs détails à régler. Il a surtout omis d'indiquer explicitement une échéance pour le retrait des troupes chinoises du Tonkin. Les Français ont affirmé que le retrait des troupes devait avoir lieu immédiatement, tandis que les Chinois ont fait valoir que le retrait était subordonné à la conclusion d'un traité global. En fait, la position chinoise était une rationalisation ex post facto conçue pour justifier leur réticence ou leur impossibilité à mettre en place les termes de l'accord en vigueur. L'accord était extrêmement impopulaire en Chine et a provoqué une réaction violente immédiate. L'expédition guerrière appelle à la destitution de Li Hongzhang et ses adversaires politiques complotent et envoient des ordres aux troupes chinoises au Tonkin pour garder leurs positions.
Li Hongzhang laissa entendre aux Français qu'il pourrait y avoir des difficultés dans l'application de l'accord, mais rien de précis n'a été dit. Les Français ont supposé que les troupes chinoises quitteraient Tonkin comme convenu et se sont préparés à l'occupation de Lang Son et d'autres villes jusqu'à la frontière chinoise.

## La marche d'approche
Début juin 1884, une colonne française sous commandement du lieutenant-colonel Alphonse Dugenne progresse afin d'occuper les villes frontalières de Lang Son, Cao Bang et That Khe. La colonne Dugenne se compose d'un bataillon d'infanterie de marine (chef de bataillon Reygasse), d'une batterie (capitaine Jourdy), d'une compagnie nouvellement recrutée de tirailleurs tonkinois et d'une petite troupe de chasseurs d'Afrique (capitaine Laperrine). Les  marsouins de Reygasse sont des soldats vétérans, qui avaient servi sous les ordres du commandant Rivière à la prise de Nam Định (mars 1883), mais les tirailleurs tonkinois sans beaucoup d'expérience militaire ne sont recrutés que quelques jours plus tôt. La colonne a besoin de prendre des aliments et des rations pour quarante-cinq jours, et les combattants (450 Français et 350 Tonkinois) sont accompagnés d'un millier de porteurs vietnamiens, de 240 muletiers français et 200 mulets. Comme les Français avancent en pays inconnu, le capitaine Jean-François-Alphonse Lecomte du service topographique fait partie de la colonne afin de cartographier le parcours. Lecomte, qui a servi avec distinction le général Brière de L'Isle employé tout au long de la guerre franco-chinoise, écrira plus tard un compte rendu détaillé de l'embuscade, Le Guet-apens de Bac-Lé (Paris, 1890).
La colonne est formée à Phu Lang Thuong, poste français le plus avancé sur la route mandarine, le 11 juin. Elle part pour Lang Son le 12 juin, atteint Phu Xuyen le 13 juin, Kep le 14 juin et Cau Son le 15 juin. La marche, sous un soleil d'été écrasant, est exténuante, et le 15 juin, Dugenne renvoie la batterie de Jourdy à Phu Lang Thuong. Dans le même temps, elle se renforce d'une compagnie de zéphyrs dont le 2e bataillon d'infanterie légère africaine (chef de bataillon Servière).
Les dernières fortes pluies avaient fait déborder le fleuve Song Thuong et les Français ne peuvent utiliser le gué de Cau Son. La colonne est donc restée à Cau Son durant trois jours, tandis que ses ingénieurs comblent le Song Thuong, pour ne reprendre sa marche que le 19 juin. Les trois jours suivants, la colonne pressée au nord-est, marche le long de la rivière Thuong et établit son campement en pleine campagne entre Cau Son et la petite ville de Bac Le. Les Français prennent alors conscience que leur marche est observée. Des tirs isolés sont entendus au lointain, à intervalles réguliers, et une fois des éclaireurs de la cavalerie française essuient des tirs. Il n'a pu être établi si les assaillants étaient des brigands tonkinois ou des soldats chinois. Au matin du 22 juin, la colonne française atteint Bac Le. Poursuivant leur marche dans l'après-midi, les Français descendent de nouveau dans la vallée de la Song Thuong et atteignent la rivière. L'intention de Dugenne est de traverser la Song Thuong et de continuer jusqu'à la route mandarine à Thanh Moy et Lang Son. La rivière est en crue, et dans la soirée du 22 juin, Dugenne repère sur sa rive sud un gué approprié. Les soldats chinois sont visibles de l'autre côté du fleuve, et les troupes de Laperrine couvrent la zone avec leurs carabines militaires alors qu'un sous-officier français teste la profondeur du fleuve. Aucun des deux camps n'ouvre le feu. Croyant qu'il a affaire à des retardataires de l'armée du Guangxi qui ne seraient pas opposés à son passage, Dugenne donne des ordres pour le franchissement de la Song Thuong le lendemain matin.
En fait Dugenne fait face à une force de 3 100 soldats chinois de l'armée régulière du Guangxi sous commandement de Wan Zhongxuan (萬重暄). Cette force se compose de huit bataillons sous commandement de Huang Gracia (黃玉賢) et d'un bataillon sous commandement de Wang Hongshun (王洪順). De plus 1 500 troupes chinoises sous commandement de Pan Dingxin (潘鼎新) sont établies à proximité. La plupart des troupes chinoises sont armées de remington modernes à tir rapide. Les deux commandants sont au courant des dispositions de l'accord de Tientsin, mais après les intrigues politiques visant Li Hongzhang ils n'ont reçu aucune instruction pour se retirer du Tonkin. Ils sont plutôt commandés par le commandant de l'armée du Guangxi (une armée régionale yong-ying ), Wang Debang (王德榜), tenir leurs positions. Wang Debang avait acquis son expérience au service du général Zuo Zongtang,.

## Le guet-apens
À l'aube du 23 juin, le capitaine Lecomte traverse la Song Thuong avec l'avant-garde de la colonne (deux compagnies d'infanterie française, une section de tirailleurs tonkinois et un petit groupe de cavalerie). La traversée est observée par une force d'infanterie chinoise déployée en position défensive sur une colline boisée à 250 mètres derrière la rivière. Les Chinois permettent aux troupes françaises de traverser sans encombre, mais ouvrent le feu alors que les tirailleurs tonkinois traversent. Leurs tirs sont en hauteur, et il est possible qu'ils servent à prévenir plutôt qu'à tuer. Lecomte réagit immédiatement à cette démonstration hostile, déployant son infanterie permettant que les Chinois soient hors de leur position. Les Français débusquent les Chinois de la colline, et Lecomte établit une position défensive à l'abri afin que le reste de la colonne puisse traverser. À 11 h du matin, toute la colonne française a franchi la Song Thuong.
De là, une situation intéressante se développe pour les avant-postes français. À neuf heures du matin, trois émissaires chinois se présentent avec un message écrit pour Dugenne de la part des commandants chinois. Lecomte les laisse venir, et un entretien a lieu. Bien que les interprètes vietnamiens de Dugenne soient incapables de saisir certaines des subtilités du message chinois, ils établissent que les Français font face à des troupes régulières de l'armée du Guangxi et que les commandants chinois sont au courant de leurs obligations en vertu de l'accord de Tientsin. Les généraux chinois expliquent qu'ils n'ont pas reçu l'ordre de se retirer et sont par conséquent obligés de garder leurs positions jusqu'à nouvel ordre. Ils demandent à Dugenne de transmettre un message héliographe à Hanoï pour demander des instructions.
Compte tenu de l'importance diplomatique de l'affrontement, Dugenne aurait dû signaler la présence de la force chinoise à Hanoï et demander de nouvelles instructions. Au lieu de cela, il informe les Chinois à 15 h qu'il continuerait sa marche jusqu'à la route mandarinale dans l'heure. Selon le capitaine Lecomte (normalement une source fiable), Dugenne croyait que les Chinois le laisseraient passer, et son intention était simplement de sortir sa colonne de la rivière Song Thuong en crue et de trouver un terrain de campement sécurisé pour la nuit.
À 16 heures, Dugenne reprend son avancée. Conscient de la possibilité d'un malentendu, il donne des instructions strictes : que personne n'ouvre le feu sans son ordre. Pendant plusieurs minutes, la colonne française marche, impassible, dans la jungle, le long d'un sentier vers des forts chinois sur les falaises de Nui Dong Nai. Voyant le sentier déboucher sur une clairière, Dugenne ordonne à la cavalerie de Laperrine de remplacer la section inexpérimentée de tirailleurs tonkinois à l'avant de la colonne. Alors que la cavalerie française éperonne les chevaux pour passer à l'avant de la colonne, l'infanterie chinoise dans les forts de Nui Dong Nai ouvre soudainement le feu sur eux. Quelques secondes plus tard, l'infanterie chinoise suivant la marche de la colonne française ouvre le feu sur ses deux flancs. On ne sait pas si les Chinois ont été alertés par le brusque mouvement de la cavalerie française ou (comme les Français l'ont cru), s'ils ont pris les cavaliers pour un groupe d'officiers supérieurs et délibérément tiré sur cette cible de choix.
L'infanterie de marine de l'avant-garde française se déploie tant bien que mal et répond au feu chinois. Dugenne, qui dirige le corps principal de la colonne, ordonne un clairon pour sonner le cessez-le-feu, mais l'appel du clairon n'a aucun effet. Les Chinois sonnent leurs propres trompettes afin d'amener plus de leurs propres hommes sur le terrain, et comme il devient évident que la bataille ne peut être stoppée, Dugenne planifie sa défense. Il regroupe ses hommes dans une place, entourant son train de bagages vulnérable, et leur ordonne de creuser des tranchées. En fin de l'après-midi du 23 juin, les Français repoussent avec succès les attaques répétées des Chinois et sont même en mesure de contre-attaquer avec un certain effet. Cependant, les Chinois soulèvent de nouvelles troupes pendant la nuit et occupent des positions sur les hauteurs de Nui Dong Nai d'où ils peuvent tirer vers le bas sur les positions françaises.
Dans la matinée du 24 juin, les Chinois exploitent les chemins autour de la position des Français dans le but de couper le chemin de repli vers la Song Thuong. Dugenne fait plusieurs contre-attaques localement pour prendre un peu d'air autour de ses positions, mais il est vite devenu évident que, sans le soutien de l'artillerie, les Français seraient encerclés et anéantis s'ils restaient où ils sont. À 11 h du matin, Dugenne donne l'ordre du repli vers la Song Thuong.
Bien que la colonne eut subi de lourdes pertes à cause de la fusillade lors du repli et fut contrainte d'abandonner son train de bagages, Dugenne combat avec succès afin de sortir de la menace d'encerclement et extirpe sa petite troupe. Le capitaine Laperrine, commandant du petit contingent de cavalerie de Dugenne, met à terre ses troupes afin que les hommes blessés puissent être chargés sur les chevaux de la cavalerie. L'évacuation réussie des blessés s'explique en grande partie par le sang-froid avec lequel Laperrine et ses chasseurs d'Afrique couvrent la retraite.
Se repliant par étape, les Français retraversent la Song Thuong sous les tirs et se regroupent sur sa rive sud. Dans l'après-midi du 24 juin, la colonne se retire à Bac Le, suivie à une distance respectueuse par les Chinois victorieux, et occupe une position défensive sur un haut plateau.

### L'expédition de secours
Dugenne avait transmis par héliographe les informations sur la bataille à Hanoï dans la nuit du 23 juin, et le général Millot, commandant en chef français, dépêche immédiatement le général de Négrier et le lieutenant-colonel Letellier pour porter assistance à Dugenne avec une importante colonne de secours composée des garnisons de Hanoï et de Bac Ninh. Il ordonne également  à la 2e Brigade du Corps expéditionnaire du Tonkin de converger sur Phu Lang Thuong. Négrier quitte Hanoï le 24 juin avec deux bataillons turcos, deux compagnies du 143e bataillon de ligne et deux batteries d'artillerie de 80 millimètres. En voyageant en amont à bord d'une flottille de bateaux à vapeur jusqu'à Phu Lang Thuong puis en marchant de jour, la colonne de secours de De Négrier atteignit Cau Son dans la soirée du 25 juin. 
Négrier rejoint la colonne Dugenne près de Bac Le dans la matinée du 27 juin et se prépare à une contre-attaque immédiate afin de refouler les Chinois au-delà de la Song Thuong. Les Français observent les positions chinoises au cours de l'après-midi, et le général de Négrier donne l'ordre d'attaquer le lendemain matin. Pourtant, dans la soirée du 27 juin, il reçoit un message par héliographe de Millot, lui ordonnant de retourner à Hanoï immédiatement. Le premier ministre français Jules Ferry décide de déposer une protestation diplomatique et demande une explication au gouvernement chinois. Négrier respecte cet ordre importun. Dans la nuit du 28 juin, sous un violent orage, lui et Dugenne se retirent du commandement respectif du plateau de Bac Le sans être remarqués des Chinois. Dans l'après-midi du 29 juin, les Français atteignent Cau Son, d'où les blessés de la bataille de Bac Le sont évacués vers Phu Lang Thuong en jonques. À Phu Lang Thuong, les blessés sont transférés sur la canonnière Éclair, qui les ramènent rapidement à Hanoï. Début juillet, les hommes épuisés de la colonne Dugenne retournent à Hanoï. Négrier reste à Phu Lang Thuong avec la 2e Brigade, faisant pression en vain sur Millot pour l'ordre d'attaquer les Chinois.

## Pertes
Les victimes françaises dans le guet-apens de Bac-Lé sont au nombre de 22 morts et 70 blessés. Les victimes chinoises sont nettement plus élevées, un total de près de 300 morts et blessés.
Parmi les victimes françaises :
- le 23 : le capitaine Jeannin et le lieutenant Genin,
- le 24 : le capitaine Clemenceau.

## Ordre du jour de Millot
Le 1er juillet 1884, le général Millot rend l'ordre du jour qui suit aux hommes de la colonne Dugenne. De manière significative, il accuse l'engagement près de Bac Le sur la mauvaise foi des Chinois et le décrit comme un guet-apens. Désormais, la bataille devient aux yeux des Français le « guet-apens de Bac Le ».
Partis en petit nombre pour occuper, conformément aux ordres du gouvernement et suivant les conventions de Tien-Tsin, les places frontières du Tonkin et de la Chine, vous avez été attaqués dans les gorges de Lang-Son par un ennemi déloyal qui s’était préparé pour vous attaquer dans un guet-apens. Mais grâce à votre énergie, vous avez déjoué toutes ses ruses, vous avez combattu avec succès à un contre dix et vous avez fait respecter le drapeau et l’honneur de nos armes. Quelques bagages abandonnés par les coolies sont restés au pouvoir de l’ennemi. Je le proclame bien haut : vous valez les soldats de la première République. Si vous n’avez pas vaincu, vous avez rassuré la France par votre courage, votre constance et votre héroïsme. Honneur à vous, soldats, la République vous remercie et inscrira un glorieux fait d’armes dans ses annales.

## Conséquences
Lorsque la nouvelle du guet-apens de Bac-Lé' arriva à Paris, il y eut de la colère pour ce qui était perçu comme une évidente trahison chinoise. Le gouvernement Ferry exigea des excuses, une indemnité et la mise en œuvre immédiate des termes de l'accord de Tien-Tsin. Le gouvernement chinois accepta de négocier, mais refusa de s'excuser ou de verser une indemnité. L'ambiance en France était contre le compromis, et en dépit des négociations qui se poursuivaient tout au long de juillet, l'amiral Courbet reçut l'ordre d'amener son escadre d'Extrême-Orient à Fuzhou (Foochow). Les négociations furent rompues à la mi-août et le 23 août 1884, à la Bataille de Fuzhou, Courbet anéantit la flotte du Fujian de la Chine, inaugurant neuf mois de guerre franco-chinoise. La défaite des forces françaises a également donné lieu à la tentative française d'attaquer et de prendre Formose, où l'armée chinoise Anhui commandée par Liu Mingchuan vainquit les Français pendant la Campagne de Keelung et à la Bataille de Tamsui.

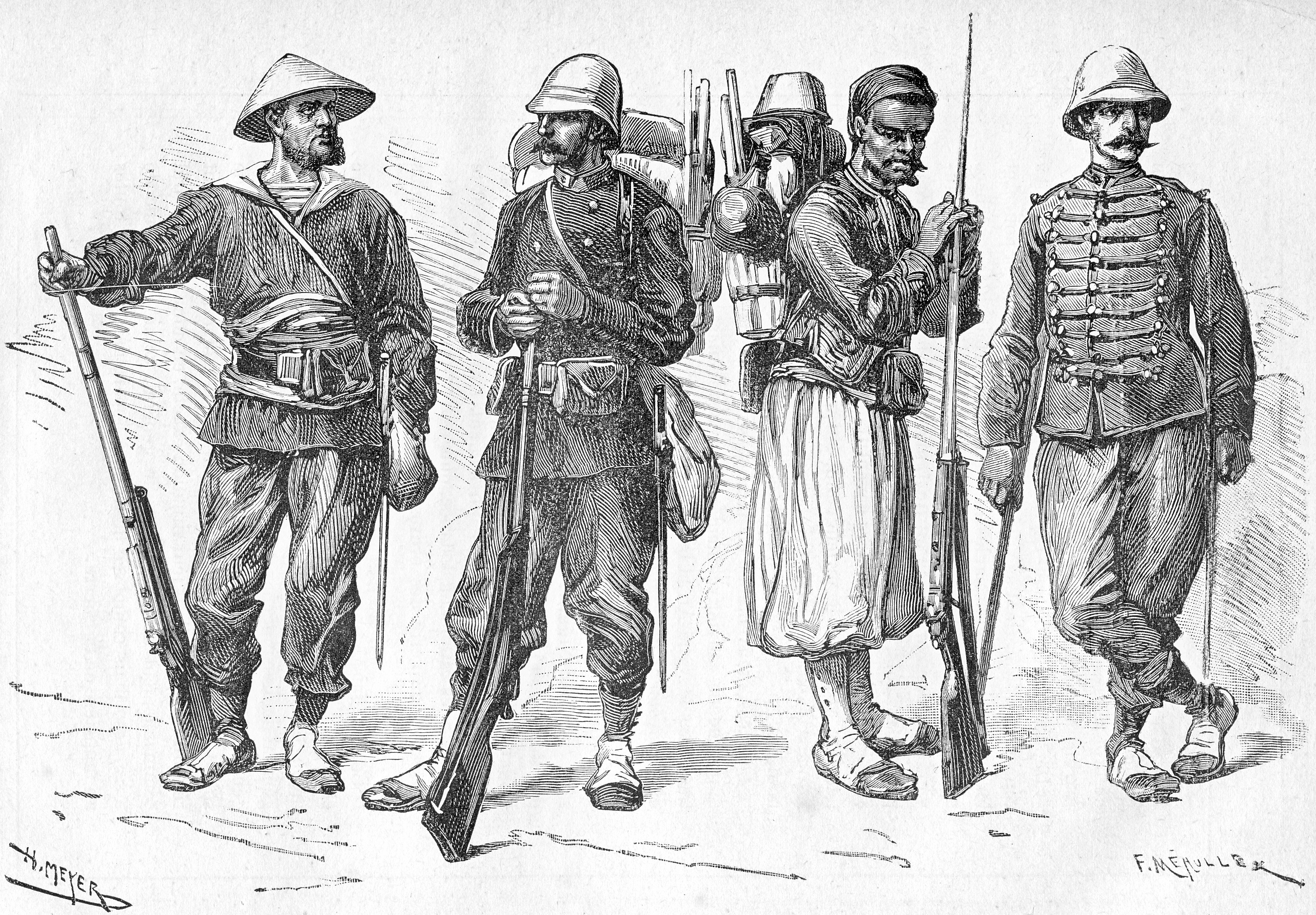
Uniformes français au Tonkin.